# Nissan Almera Tino

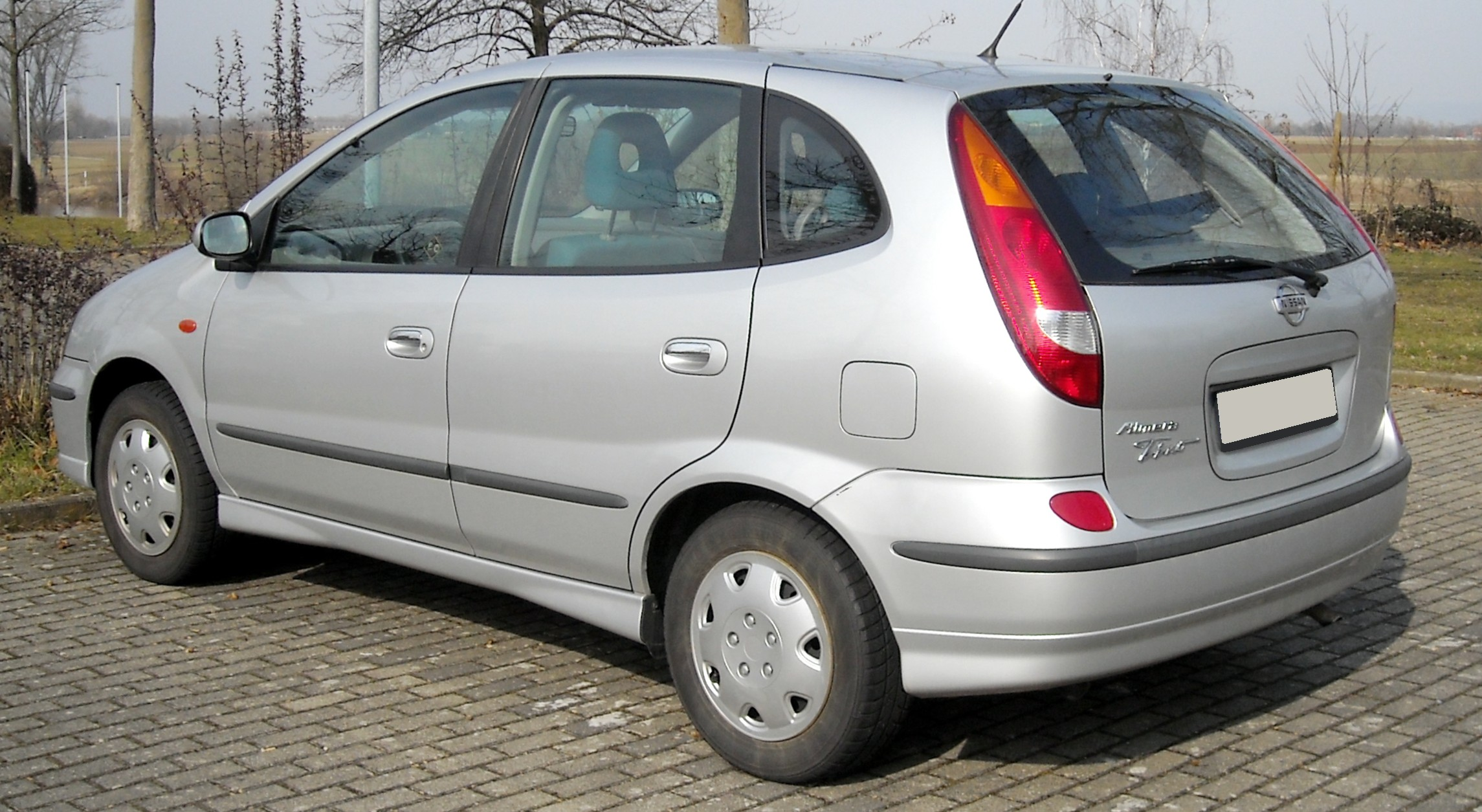
Nissan Almera Tino (2000-2003)

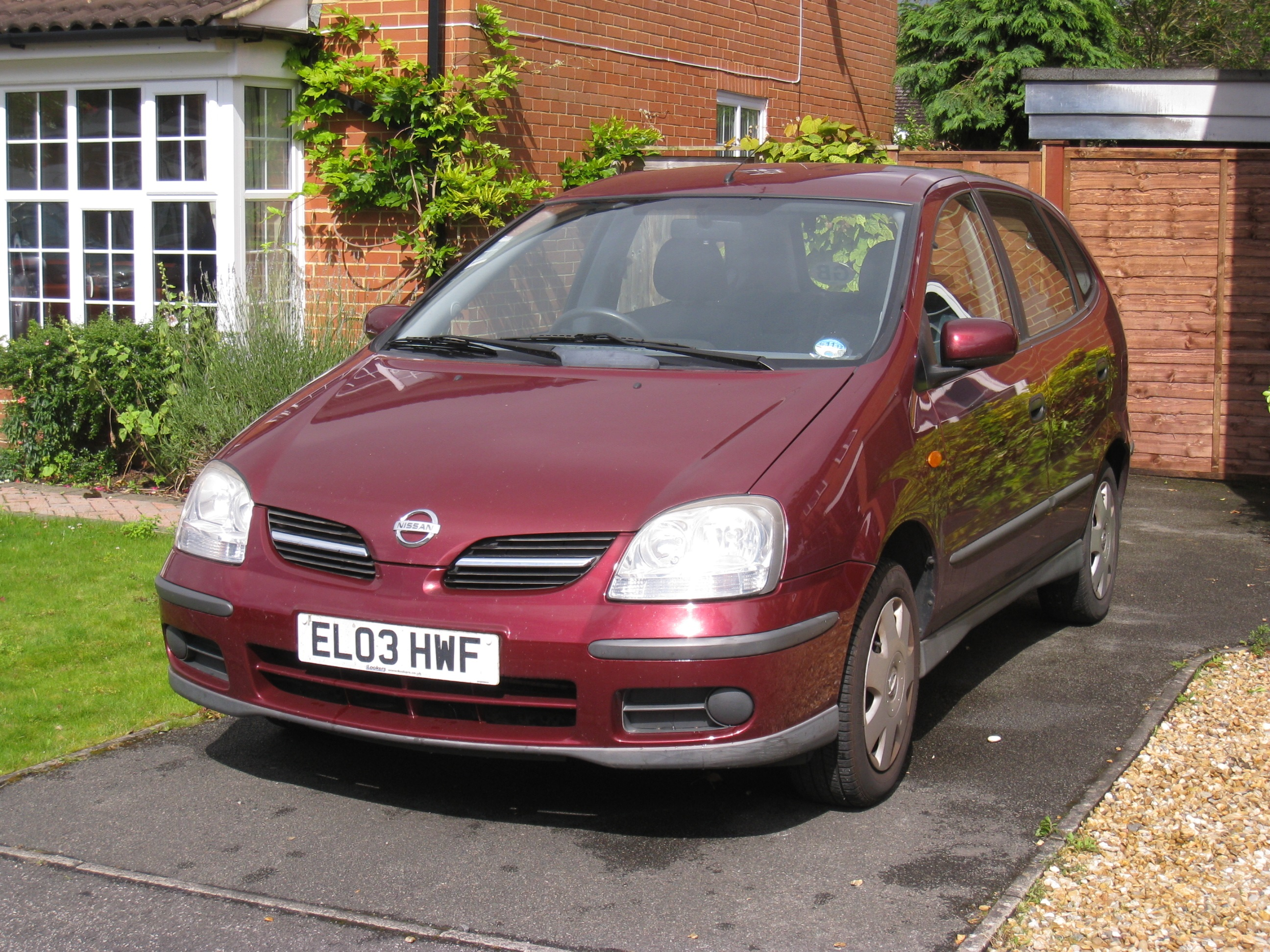
Rechtsgestuurd (model 2003)

De Nissan Almera Tino is een Midi MPV van de Japanse autofabrikant Nissan. De Almera Tino kwam in 2000 op de markt als een concurrent voor onder andere de Renault Scénic, Citroën Xsara Picasso, Mazda Premacy en Daewoo Tacuma in Europa. De Almera Tino werd voor de Europese markt gebouwd in de Spaanse Nissan-fabriek in Barcelona.

## Details
De Almera Tino werd in 1999 als Tino High Utility Concept getoond op de New York International Auto Show met een 175 pk sterke viercilinder benzinemotor gekoppeld aan een viertraps automaat. De productieversie kreeg in Europa de toevoeging Almera, in Japan heette het model kortweg Tino. Bij de introductie waren er drie motoren: 1.8 (114 pk) en 2.0 (136 pk) liter benzinemotoren, waarvan de laatste standaard was gekoppeld aan een CVT en een 2.2 Di direct ingespoten dieselmotor (114 pk). In 2003 kreeg de MPV een facelift. Toen verdween de 2.0 CVT uit het gamma, die werd vervangen door een 1.8 met 4-traps automaat. Verder voerde Nissan verbeteringen door aan de 1.8 liter motor en werd de 2.2 Di vervangen door 2.2 dCi common-rail dieselmotoren met 112 of 136 pk. Optisch is de vernieuwde Almera Tino te herkennen aan heldere koplampen en de nieuwe kleuren Techno Grey en Kreta Blue. Verder werd het dashboard gewijzigd en uitgerust met onder andere het Nissan N-Form systeem. In 2001 werd de Almera Tino aan de Euro NCAP-botsproeven onderworpen. Hier behaalde het model vier sterren en 30 punten.
De Almera Tino ging in 2006 uit productie. In dat jaar werd de Nissan Note geïntroduceerd, die de plaats van de Almera Tino moest innemen, hoewel de Note een klasse kleiner was.

### Euro NCAP
| Merk en model      | resultaat   | voetgangersveiligheid |
| ------------------ | ----------- | --------------------- |
| Nissan Almera Tino | (30 punten) | (16 punten)           |

## Motoren
| Type           | Oorsprong | Motorcode | Cilinders | Kleppen | Cilinderinhoud (cc) | Vermogen            | Koppel              | Opmerkingen                 |
| -------------- | --------- | --------- | --------- | ------- | ------------------- | ------------------- | ------------------- | --------------------------- |
| Benzinemotoren |           |           |           |         |                     |                     |                     |                             |
| 1.8            | Nissan    | QG18DE    | 4         | 16      | 1769                | 114 pk bij 5600 rpm | 158 Nm bij 4000 rpm | 2000-2003                   |
| 1.8            | Nissan    | QG18DE    | 4         | 16      | 1769                | 116 pk bij 5600 rpm | 163 Nm bij 4000 rpm | 2003-2006                   |
| 2.0            | Nissan    | SR20DE    | 4         | 16      | 1998                | 136 pk bij 5800 rpm | 175 Nm bij 4800 rpm | 2000-2003                   |
| Dieselmotoren  |           |           |           |         |                     |                     |                     |                             |
| 2.2 Di         | Nissan    | YD22DDT   | 4         | 16      | 2184                | 114 pk bij 4000 rpm | 230 Nm bij 2000 rpm | directe injectie; 2000-2003 |
| 2.2 dCi 112pk  | Nissan    | YD22DDTi  | 4         | 16      | 2184                | 112 pk bij 4000 rpm | 248 Nm bij 2000 rpm | common-rail; 2003-2006      |
| 2.2 dCi 136pk  | Nissan    | YD22DDTi  | 4         | 16      | 2184                | 136 pk bij 4000 rpm | 304 Nm bij 2000 rpm | common-rail; 2003-2006      |

Huidige modellen Europa:
370Z ·
Ariya ·
Cabstar ·
Cube ·
GT-R ·
Interstar ·
Juke ·
Leaf ·
Micra ·
Murano ·
Navara ·
Note ·
NV200 ·
NV300 ·
NV400 ·
Pathfinder ·
Primastar ·
Qashqai ·
Townstar ·
X-Trail

Huidige modellen internationaal:
Altima ·
Armada ·
Bluebird ·
Caravan ·
Elgrand ·
Fuga ·
Maxima ·
NV ·
Patrol ·
Rogue ·
Sentra ·
Serena ·
Skyline ·
Skyline ·
Skyline Crossover ·
Sunny ·
Teana ·
Tiida ·
Titan ·
Xterra

Concepten:
Forum ·
Jikoo ·
Pivo ·
Urge

Uit productie:
100NX ·
200SX ·
300ZX ·
350Z ·
Almera ·
Almera Tino ·
Bluebird ·
Cedric ·
Cherry ·
Cima ·
Gloria ·
Kubistar ·
Laurel ·
Pixo ·
Prairie ·
Primera ·
Pulsar ·
Silvia ·
Stanza ·
Terrano ·
Vanette